# Fils du loup
Pour plus de détails, voir Fiche technique et Distribution.
Fils du loup est un film français réalisé par Lola Quivoron et sorti en 2016.

## Synopsis
Un jeune maître-chien entraîne son chien d'attaque.

## Fiche technique
- Titre : Fils du loup
- Réalisation : Lola Quivoron
- Scénario : Pauline Ouvrard et Lola Quivoron
- Décors : Pauline Thomas
- Photographie : Lucie Ternisien
- Montage : Félix Rehm
- Son : Lucas Doméjean
- Montage son : Saoussen Tatah
- Mixage : Antoine Bertucci
- Production : La Fémis
- Pays de production :  France
- Durée : 24 minutes
- Date de sortie : France - 27 janvier 2016[1]

## Distribution
- Émile Berling : Johnny
- Stéphane Lannéval : Stéphane
- Loic Habert : Loïc
- Miglen Mirtchev : le père

## Distinctions

### Récompenses
- Prix Pianifica au Festival international du film de Locarno 2015[2]

### Sélections
- Festival Côté court de Pantin 2016
- Festival Premiers Plans d'Angers 2016
- Festival international du court métrage d'Uppsala 2016
- Festival du film de Cracovie 2016